# Roughnecks (miniserie televisiva)
Roughnecks è una miniserie televisiva statunitense in due puntate trasmesse per la prima volta nel 1980.
È una miniserie drammatica incentrata sulle vicende di un gruppo di petrolieri, Paul Marshall, Plug Champion e O'Dell Hartman, in competizione tra loro.

## Produzione
La miniserie fu prodotta da Richard E. Lyons per Metromedia Producers Corporation e Rattlesnake Productions.  Le musiche furono composte da Jerrold Immel.

## Distribuzione
La serie fu trasmessa negli Stati Uniti dal 15 luglio 1980 in syndication.